# 莫揚
莫揚（1548年—？），字子充，號文川，浙江湖州府安吉州人，軍籍，明朝政治人物。

## 生平
萬曆四年（1576年）丙子科順天府鄉試第五十七名，萬曆八年（1580年）庚辰科會試第一百一名，登三甲第五十二名進士。工部觀政，本年授江夏縣知縣，秩满，十四年行取，候补刑部，十五年填补刑部贵州司主事，殁于官。

## 家族
曾祖莫祥，曾任壽官；祖父莫禮，曾任壽官 贈奉直大夫；父莫讚，曾任知州進階參議大夫。母閔氏（封宜人）；前母沈氏（贈宜人）；繼母劉氏。永感下。兄莫同、莫異。弟莫抑。